# Veronica Spagnoli
Veronica Spagnoli (25 giugno 1996) è una calciatrice italiana, centrocampista del Frosinone Calcio.

## Carriera

### Club
Dopo aver vestito la maglia della "Totti Soccer School", giocando nel campionato regionale di Serie C Lazio, con il quale vince la coppa regionale, battendo in finale 3-2 il Fiano Romano, Veronica Spagnoli viene contattata dalla dirigenza della Lazio.
Con la società laziale viene inserita nella rosa della prima squadra nel ruolo di centrocampista facendo il suo esordio in Serie A vestendo la maglia azzurra all'età di 15 anni, nel corso della stagione 2011-2012. Con la Lazio rimarrà una sola stagione, congedandosi con 8 presenze.
Nell'estate 2012 trova un accordo con la Res Roma, che le offre il ruolo di attaccante per giocare in Serie A2. Con la maglia giallorossa viene impiegata raramente nel corso della stagione 2012-2013 contribuendo, pur con una sola presenza in campo, alla promozione delle giallorosse in Serie A.
Durante il calciomercato estivo 2017 si trasferisce al Latina.
Dopo la retrocessione delle pontine, nell'estate 2018 passa alla Lazio, nella nuova Serie B a girone unico.
Nel luglio 2019 passa alla Res Women, neopromossa in Serie C.

## Palmarès
- Campionato italiano di Serie A2: 1

Res Roma: 2012-2013

### Giovanili
- Campionato Primavera: 1

Res Roma: 2014-2015